# THE REBIRTH BEST 〜再会〜
『THE REBIRTH BEST 〜再会〜』（ザ・リバース・ベスト・さいかい）は、2012年6月27日に発売されたプリンセス プリンセスのベストアルバム。
規格品番はSECL-1150・SECL-1151。
初回限定盤の品番はSECL-1147・SECL-1148・SECL-1149。

## 解説
再結成記念として発売された2枚組ベストアルバム。
ファンの皆様から寄せられた、“あなたの好きなプリプリソング”を中心に、全33曲を2枚にわたり収録。
2012ニューミックス＆リマスタリング。
通常版とDVD付属の初回限定盤の2パターンで発売された。

## 収録曲

### Disc1
1. 世界でいちばん熱い夏（平成レコーディング） [4:11]
作詞：富田京子、作曲：奥居香
2. OH YEAH! [4:06]
作詞：中山加奈子、作曲：奥居香
3. HIGHWAY STAR [4:50]
作詞：渡辺敦子、作曲：渡辺敦子・奥居香
4. Diamonds (ダイアモンド) [4:56]
作詞：中山加奈子、作曲：奥居香
5. M [4:33]
作詞：富田京子、作曲：奥居香
6. ジュリアン [5:04]
作詞：中山加奈子、作曲：奥居香
7. REGRET [4:36]
作詞：中山加奈子、作曲：奥居香
8. パパ [5:12]
作詞：中山加奈子、作曲：奥居香
9. One [4:20]
作詞:富田京子、作曲：奥居香
10. KISS [4:27]
作詞：富田京子、中山加奈子、作曲：奥居香
11. DING DONG [3:53]
作詞：中山加奈子、作曲：奥居香
12. STAY THERE [4:31]
作詞：富田京子、作曲：奥居香
13. パイロットになりたくて [4:22]
作詞：中山加奈子　作曲：今野登茂子
14. 友達のまま [4:58]
作詞：富田京子、作曲：奥居香
15. だからハニー [4:28]
作詞：中山加奈子、作曲：奥居香
16. THE SUMMER VACATION [3:52]
作詞：中山加奈子、作曲：奥居香
17. Fly Baby Fly [3:46]
作詞：富田京子　作曲：奥居香

### Disc2
1. 19 GROWING UP -ode to my buddy- [4:17]
作詞：富田京子　作曲：奥居香
2. MELODY MELODY [5:15]
作詞：富田京子　作曲：奥居香
3. パレードしようよ [3:27]
作詞：富田京子、作曲：奥居香
4. ロマンス [4:48]
作詞：中山加奈子、作曲：奥居香
5. SHE [4:45]
作詞：中山加奈子　作曲：今野登茂子
6. ムーンライト ストーリー [4:42]
作詞：中山加奈子、作曲：奥居香
7. WONDER CASTLE [3:34]
作詞：今野登茂子、作曲：奥居香
8. 恋に落ちたら [4:00]
作詞：奥居香、作曲：今野登茂子
9. GO AWAY BOY [4:11]
作詞・作曲：中山加奈子
10. ROMANCIN' BLUE [5:04]
作詞：富田京子、作曲：奥居香
11. 瞳だけはみつめない [4:26]
作詞：渡辺敦子、作曲：奥居香
12. GUITAR MAN [4:50]
作詞・作曲：奥居香
13. GET CRAZY! [4:32]
作詞：中山加奈子、作曲：奥居香
14. ROCK ME [4:03]
作詞・作曲：奥居香
15. SEVEN YEARS AFTER [4:42]
作詞：富田京子、作曲：奥居香
16. I LOVE YOU [3:04]
作詞：中山加奈子、作曲：奥居香